# Hillerslev (plaats)
Hillerslev is een plaats in de Deense regio Noord-Jutland, gemeente Thisted. De plaats telt 398 inwoners (2008).

## Geboren
- Jonas Vingegaard (10 december 1996), Deens wielrenner

- Virtual International Authority File: 154339558
- WorldCat: E39PBJkMKD7XfK4TKtbHk7kkXd